# Stefano La Rosa
Stefano La Rosa (Grosseto, 28 settembre 1985) è un mezzofondista e maratoneta italiano, vincitore di nove medaglie in rassegne internazionali.
Sui 5000 metri è stato argento ai Giochi del Mediterraneo di Pescara 2009 e bronzo alle Universiadi di Shenzhen 2011.
È stato quattro volte finalista agli Europei: Barcellona 2010 (5000 m), Helsinki 2012 (5000–10000 m), Zurigo 2014 (10000 m); finalista anche agli Europei indoor di Parigi 2011 (3000 m) ed alle Universiadi di Kazan' 2013 (5000 m).

## Biografia

### Gli inizi con i titoli italiani giovanili, l'esordio con la Nazionale assoluta e l'argento agli Europei juniores di cross
La Rosa è nato a Grosseto il 28 settembre 1985. Di origini siciliane, inizia a praticare atletica leggera all'età di 13 anni (categoria Ragazzi) avvicinandosi alla disciplina grazie alle gare scolastiche, cresce nel vivaio dell'Atletica Massimo Pellegrini di Grosseto (da sempre allenato dal tecnico Claudio Pannozzo).
Già nel 2002 affronta i Mondiali studenteschi di corsa campestre a Karlovy Vary in Repubblica Ceca terminando la gara al 26º posto; mentre invece alle Gymnasiadi di Caen (Francia) si ritira durante la finale dei 3000 m.
Nel 2003 viene convocato per partecipare ai Mondiali juniores di corsa campestre di Losanna (Svizzera): 52º piazzamento individuale e 15º a squadre. Poi agli Europei juniores di Tampere in Finlandia si ritira nei 5000 m; infine gareggia in Gran Bretagna agli Europei juniores di corsa campestre di Edimburgo: 38º individuale ed 11º a squadre.
Nel 2004 a Rieti centra l'accoppiata 1500-5000 metri ai campionati italiani juniores. Inoltre partecipa con la Nazionale di categoria a 3 rassegne internazionali giovanili: si ritira in Belgio ai Mondiali di corsa campestre di Bruxelles, in Italia ai Mondiali di Grosseto termina 16º nei 5000 m ed infine agli Europei di corsa campestre ad Heringsdorf in Germania giunge al 18º posto individuale (5º nella classifica a squadre),
Nel 2005 a Grosseto diventa vicecampione italiano promesse sui 5000 m ed ottiene il quarto posto nei 1500 m.
Il 2006 lo vede gareggiare ai campionati italiani di corsa campestre a Lanciano dove vince il titolo nazionale promesse (settimo assoluto). Doppietta di titoli italiani promesse a Rieti su 5000 e 1500 m. Medaglia d'argento sia nei 1500 m agli italiani promesse indoor (a 70 centesimi dal campione Omar Rachedi) che sui 5000 m agli assoluti di Torino (a 41 centesimi dal campione Cosimo Caliandro). Nel mese di giugno esordisce in Spagna a Malaga con la maglia della Nazionale seniores in occasione della Super League in Coppa Europa, concludendo in settima posizione la gara dei 5000 m. A dicembre gareggia agli Europei under 23 di corsa campestre a San Giorgio su Legnano, finendo decimo nella prova individuale e conquistando l'argento nella classifica a squadre.

### 2007-2012: i titoli italiani assoluti, l'argento ai Giochi del Mediterraneo e il bronzo alle Universiadi
Dal 2007 si è arruolato nei Carabinieri di Bologna.
Nello stesso anno con la sua vittoria a Milano nei 3000 m nella First League della Coppa Europa, contribuisce alla promozione/ritorno della Nazionale italiana nella Super League. Prende parte agli Europei under 23 di Debrecen (Ungheria): quinto nei 1500 m e dodicesimo sui 5000 m. Infine partecipa agli Europei di corsa campestre a Toro, in Spagna, concludendo quinto nella gara individuale e settimo nella classifica a squadre.
Il 2008 è l'anno del suo primo titolo italiano assoluto sui 10000 metri (argento nei 5000 m), dopo il quinto posto nei 3000 m agli assoluti indoor.
Partecipa in Gran Bretagna ai Mondiali di corsa campestre di Edimburgo ritirandosi durante la gara; gareggia in Francia nella Super League della Coppa Europa di Annecy finendo sesto nei 3000 m ed infine agli Europei di corsa campestre a Bruxelles arrivando al sedicesimo posto, quarto nella classifica a squadre.
Nel 2009 fa doppietta di titoli italiani assoluti 5000–10000 m a Milano, dopo il sesto posto nei 3000 m agli assoluti indoor di Torino.
In Italia ai Giochi del Mediterraneo di Pescara vince l'argento nei 5000 m; settimo posto sui 1500 m a Leiria (Portogallo) in occasione dell'Europeo per nazioni; infine in Irlanda a Dublino contribuisce con il suo 15º posto nella prova individuale alla vittoria del bronzo nella classifica a squadre degli Europei di corsa campestre.
Nel 2010 sesta posizione sui 3000 m a Bergen (Norvegia) nell'Europeo per nazioni, agli Europei in Spagna a Barcellona chiude decimo sui 5000 m e poi si ritira agli Europei di corsa campestre ad Albufeira in Portogallo.
Ai campionati italiani assoluti, diventa vicecampione indoor sia nei 1500 che sui 3000 m (a soli 5 centesimi dal campione Christian Obrist) e poi si riconferma campione nei 5000 m agli assoluti di Grosseto.
Tre medaglie, ciascuna di metallo diverso, vinte in crescendo ai campionati italiani assoluti nel 2011: bronzo nella corsa campestre, argento sui 1500 m agli assoluti indoor (a 40 centesimi dal campione Najibe Marco Salami) e oro agli assoluti di Torino nei 5000 m.
Numerose le rassegne internazionali a cui prende parte proprio nel 2011: decimo posto in Francia agli Europei indoor di Parigi sui 3000 m; settimo nei 3000 m all'Europeo per nazioni di Stoccolma in Svezia; alle Universiadi in Cina a Shenzhen conquista la medaglia di bronzo sui 5000 m (unico italiano presente sulla distanza); infine agli Europei di corsa campestre a Velenje in Slovenia finisce 13º nella gara individuale e 4º nella classifica a squadre.
Il 26 febbraio del 2012 esordisce nella mezza maratona alla Roma-Ostia finendo la gara sui 21,0975 km in 11ª posizione col tempo di 1:02'15. Nello stesso anno, quinto posto (individuale e classifica a squadre) nella Coppa Europa 10000 m a Bilbao in Spagna. Agli Europei di Helsinki (Finlandia) gareggia sia nei 5000 m che sui 10000 m e poi si ritira a Budapest (Ungheria) negli Europei di corsa campestre. Doppietta di titoli italiani assoluti nella mezza maratona e sui 5000 m, dopo il ritiro ai nazionali di corsa campestre.

### 2013-2016: i tre ori nella Coppa Europa dei 10000 metri e l'argento nella Coppa Europa di mezza maratona
Nel 2013 sui 5000 m prima si ritira ai Giochi del Mediterraneo in Turchia a Mersin e poi termina quarto (unico italiano presente sulla distanza) alle Universiadi a Kazan' in Russia. Vince la medaglia d'oro nella classifica a squadre (quarto individuale) nella Coppa Europa 10000 m a Pravec in Bulgaria. Settimo posto invece in Gran Bretagna sui 5000 m all'Europeo per nazioni di Gateshead. Agli assoluti di Milano si laurea campione italiano sui 5000 m.
Il 2014 lo vede laurearsi vicecampione nazionale assoluto di corsa campestre. All'Europeo per nazioni di Braunschweig in Germania finisce settimo nei 3000 m, ottavo sui 10000 m agli Europei di Zurigo (Svizzera) e stesso piazzamento, ma col bronzo nella classifica a squadre negli Europei di corsa campestre in Bulgaria a Samokov.
Il 1º febbraio del 2015 per la prima volta vince una mezza maratona, a Santa Margherita in 1:03'26. Il 1º marzo esordio con vittoria nella maratona di Treviso con il tempo di 2:12'05 sulla distanza dei 42,195 km. Nel mese di giugno prima vince la medaglia d'oro nella Coppa Europa 10000 m di Cagliari (sesto posto individuale) e poi arriva nono sui 3000 m a Čeboksary all'Europeo per nazioni.
Dal 15 gennaio del 2016 ha ottenuto il pass di qualificazione per le Olimpiadi di Rio 2016, dove comporrà il terzetto azzurro della maratona insieme al corregionale Daniele Meucci e il veneto Ruggero Pertile. Sempre nel 2016 conquista tre medaglie nei vari campionati italiani e internazionali: a Gubbio vince l'argento ai nazionali di corsa campestre (a 6" dal neocampione Yemaneberhan Crippa), oro a Mersin nella classifica a squadre della Coppa Europa 10000 m (5º nella prova individuale), argento durante gli Europei nella classifica a squadre della Coppa Europa di mezza maratona ad Amsterdam (13º posto nella gara individuale). Disputa inoltre a Cardiff i Mondiali di mezza maratona, giungendo al 25º posto (unico italiano presente).

## Progressione

### 1500 metri
| Stagione | Tempo   | Luogo              | Data      | Rank. Mond. |
| -------- | ------- | ------------------ | --------- | ----------- |
| 2014     | 3’47”89 | Pontedera          | 10-5-2014 | -           |
| 2013     | 3’48”46 | Fossano            | 6-10-2013 | -           |
| 2012     | 3’40”32 | Lignano Sabbiadoro | 17-7-2012 | -           |
| 2011     | 3’41”46 | Ponzano Veneto     | 8-7-2011  | -           |
| 2010     | 3’41”85 | Ponzano Veneto     | 9-7-2010  | -           |
| 2009     | 3’42”96 | Palafrugell        | 30-5-2009 | -           |
| 2008     | 3’47”19 | Grosseto           | 12-7-2008 | -           |
| 2007     | 3’42”84 | Palafrugell        | 26-5-2007 | -           |
| 2006     | 3’44”21 | Firenze            | 4-6-2006  | -           |
| 2005     | 3’45”71 | Firenze            | 17-6-2005 | -           |

### 3000 metri piani
| Stagione | Tempo   | Luogo             | Data      | Rank. Mond. |
| -------- | ------- | ----------------- | --------- | ----------- |
| 2015     | 8’39”58 | Čeboksary         | 2015      | -           |
| 2014     | 7’55”75 | Braunschweig      | 22-6-2014 | -           |
| 2013     | 8’06”56 | Rieti             | 8-9-2013  | -           |
| 2012     | 7’58”58 | Pergine Valsugana | 21-7-2012 | -           |
| 2011     | 8’05”70 | Stoccolma         | 19-6-2011 | -           |
| 2010     | 7’45”78 | Milano            | 9-9-2010  | -           |
| 2009     | 7’53”30 | Torino            | 4-6-2009  | -           |
| 2008     | 7’59”55 | Rehlingen         | 24-5-2008 | -           |
| 2007     | 8’03”70 | Rovereto          | 6-5-2007  | -           |
| 2006     | 8’07”95 | Pavia             | 7-5-2006  | -           |
| 2005     | 8’17”62 | Pavia             | 8-5-2005  | -           |

### 5000 metri
| Stagione | Tempo    | Luogo      | Data      | Rank. Mond. |
| -------- | -------- | ---------- | --------- | ----------- |
| 2016     | 13’42”31 | Orvieto    | 26-5-2016 | -           |
| 2015     | 13’30”83 | Oordegem   | 23-5-2015 | -           |
| 2014     | 13’50”62 | Huelva     | 12-6-2014 | -           |
| 2013     | 13’40”42 | Kazan'     | 12-7-2013 | -           |
| 2012     | 13’23”58 | Walnut     | 20-4-2012 | -           |
| 2011     | 13’33”42 | Torino     | 10-6-2011 | -           |
| 2010     | 13’32”66 | Huelva     | 9-6-2010  | -           |
| 2009     | 13’34”81 | Huelva     | 10-6-2009 | -           |
| 2008     | 13’50”38 | Barcellona | 1-6-2008  | -           |
| 2007     | 13’41”14 | Barcellona | 2-6-2007  | -           |
| 2006     | 13’48”91 | Barcellona | 10-6-2006 | -           |
| 2005     | 14’29”30 | Grosseto   | 3-6-2005  | -           |

### 10000 metri
| Stagione | Tempo    | Luogo     | Data      | Rank. Mond. |
| -------- | -------- | --------- | --------- | ----------- |
| 2016     | 28’42”25 | Mersin    | 5-6-2016  | -           |
| 2015     | 28’24”42 | Palo Alto | 2-5-2015  | -           |
| 2014     | 28’19”36 | Palo Alto | 4-5-2014  | -           |
| 2013     | 28’51”39 | Pravec    | 8-6-2013  | -           |
| 2012     | 28’13”62 | Palo Alto | 29-4-2012 | -           |
| 2009     | 29’57”29 | Milano    | 2-8-2009  | -           |
| 2008     | 29’52”95 | Cagliari  | 20-7-2008 | -           |

### Mezza maratona
| Stagione | Tempo   | Luogo  | Data       | Rank. Mond. |
| -------- | ------- | ------ | ---------- | ----------- |
| 2016     | 1:04’05 | Galles | 26-3-2016  | -           |
| 2015     | 1:02’39 | Udine  | 20-9-2015  | -           |
| 2014     | 1:04’12 | Arezzo | 26-10-2014 | -           |
| 2013     | 1:03’03 | Praga  | 6-4-2013   | -           |
| 2012     | 1:08’09 | Pisa   | 14-10-2012 | -           |

### Maratona
| Stagione | Tempo   | Luogo     | Data       | Rank. Mond. |
| -------- | ------- | --------- | ---------- | ----------- |
| 2015     | 2:11’11 | Amsterdam | 18-10-2015 | -           |

## Palmarès
| Anno | Manifestazione                           | Sede                   | Evento               | Risultato | Prestazione | Note   |
| ---- | ---------------------------------------- | ---------------------- | -------------------- | --------- | ----------- | ------ |
| 2002 | Mondiali studenteschi di corsa campestre | Karlovy Vary           |                      | 26º       |             | [ 4 ]  |
| 2002 | Gymnasiadi                               | Caen                   | 3000 m piani         | dnf       | dnf         | [ 4 ]  |
| 2003 | Mondiali juniores di corsa campestre     | Losanna                | Individuale          | 51º       | 26'01       | [ 5 ]  |
| 2003 | Mondiali juniores di corsa campestre     | Losanna                | Classifica a squadre | 15º       | 211 punti   |        |
| 2003 | Europei juniores                         | Tampere                | 5000 m piani         | dnf       | dnf         | [ 6 ]  |
| 2003 | Europei juniores di corsa campestre      | Edimburgo              | Individuale          | 38º       | 21'55       | [ 7 ]  |
| 2003 | Europei juniores di corsa campestre      | Edimburgo              | Classifica a squadre | 11º       | 183 punti   | [ 8 ]  |
| 2004 | Mondiali juniores di corsa campestre     | Bruxelles              | Individuale          | dnf       | dnf         | [ 9 ]  |
| 2004 | Mondiali juniores                        | Grosseto               | 5000 m piani         | 16º       | 14'20"51    | [ 9 ]  |
| 2004 | Europei juniores di corsa campestre      | Heringsdorf            | Individuale          | 18º       | 16'58       | [ 10 ] |
| 2004 | Europei juniores di corsa campestre      | Heringsdorf            | Classifica a squadre | 5º        | 124 punti   | [ 11 ] |
| 2006 | Europei under 23 di corsa campestre      | San Giorgio su Legnano | Individuale          | 10º       | 23'29       | [ 12 ] |
| 2006 | Europei under 23 di corsa campestre      | San Giorgio su Legnano | Classifica a squadre | Argento   | 78 punti    | [ 13 ] |
| 2007 | Europei under 23                         | Debrecen               | 1500 m piani         | 6º        | 3'46"37     | [ 14 ] |
| 2007 | Europei under 23                         | Debrecen               | 5000 m piani         | 12º       | 13'59"35    | [ 14 ] |
| 2007 | Europei under 23 di corsa campestre      | Toro                   | Individuale          | 5º        | 24'44       | [ 15 ] |
| 2007 | Europei under 23 di corsa campestre      | Toro                   | Classifica a squadre | 7º        | 115 punti   | [ 16 ] |
| 2008 | Mondiali di corsa campestre              | Edimburgo              | Individuale          | dnf       | dnf         | [ 17 ] |
| 2008 | Europei di corsa campestre               | Bruxelles              | Individuale          | 16º       | 31'45       | [ 18 ] |
| 2008 | Europei di corsa campestre               | Bruxelles              | Classifica a squadre | 4º        | 79 punti    | [ 19 ] |
| 2009 | Giochi del Mediterraneo                  | Pescara                | 5000 m piani         | Argento   | 14'04"44    | [ 20 ] |
| 2009 | Europei di corsa campestre               | Dublino                | Individuale          | 15º       | 31'57       | [ 21 ] |
| 2009 | Europei di corsa campestre               | Dublino                | Classifica a squadre | Bronzo    | 62 punti    | [ 22 ] |
| 2010 | Europei                                  | Barcellona             | 5000 m piani         | 10º       | 13'46"58    | [ 23 ] |
| 2010 | Europei di corsa campestre               | Albufeira              | Individuale          | dnf       | dnf         | [ 23 ] |
| 2011 | Europei indoor                           | Parigi                 | 3000 m piani         | 10º       | 8'04"12     | [ 24 ] |
| 2011 | Universiadi                              | Shenzhen               | 5000 m piani         | Bronzo    | 14'02"95    | [ 25 ] |
| 2011 | Europei di corsa campestre               | Velenje                | Individuale          | 13º       | 29"45       | [ 26 ] |
| 2011 | Europei di corsa campestre               | Velenje                | Classifica a squadre | 4º        | 80 punti    | [ 27 ] |
| 2012 | Europei                                  | Helsinki               | 5000 m piani         | 11º       | 13'41"99    | [ 28 ] |
| 2012 | Europei                                  | Helsinki               | 10000 m piani        | 12º       | 29'02"53    | [ 28 ] |
| 2012 | Europei di corsa campestre               | Budapest               | Individuale          | dnf       | dnf         | [ 28 ] |
| 2013 | Giochi del Mediterraneo                  | Mersin                 | 5000 m piani         | dnf       | dnf         | [ 29 ] |
| 2013 | Universiadi                              | Kazan'                 | 5000 m piani         | 4º        | 13'40"42    | [ 30 ] |
| 2014 | Europei                                  | Zurigo                 | 10000 m piani        | 8º        | 28'49"99    | [ 31 ] |
| 2014 | Europei di corsa campestre               | Samokov                | Individuale          | 8º        | 33'17       | [ 32 ] |
| 2014 | Europei di corsa campestre               | Samokov                | Classifica a squadre | Bronzo    | 59 punti    | [ 33 ] |
| 2016 | Mondiali di mezza maratona               | Cardiff                | Mezza maratona       | 25º       | 1h04'05     | [ 34 ] |
| 2016 | Europei                                  | Amsterdam              | Mezza maratona       | 13º       | 1h04'15     | [ 35 ] |
| 2016 | Europei                                  | Amsterdam              | Classifica a squadre | Argento   | 3'12"41     | [ 36 ] |
| 2016 | Giochi olimpici                          | Rio de Janeiro         | Maratona             | 57º       | 2h18'57"    |        |
| 2017 | Mondiali                                 | Londra                 | Maratona             | dnf       | dnf         |        |
| 2018 | Europei                                  | Berlino                | Maratona             | 12º       | 2h15'57     |        |
| 2022 | Europei                                  | Monaco                 | Maratona             | 33º       | 2h17'57"    |        |

## Campionati nazionali
- 5 volte campione assoluto nei 5000 m (2009, 2010, 2011, 2012, 2013)
- 1 volta campione assoluto nella mezza maratona (2012)
- 2 volte campione assoluto nei 10000 m (2008, 2009)
- 1 volta campione promesse nei 1500 m (2006)
- 1 volta campione promesse nei 5000 m (2006)
- 1 volta campione promesse nella corsa campestre (2006)
- 1 volta campione juniores nei 5000 m (2004)
- 1 volta campione juniores nei 1500 m (2004)

2004
- Oro ai Campionati italiani juniores e promesse, (Rieti), 1500 m[1]
- Oro ai Campionati italiani juniores e promesse, (Rieti), 5000 m[1]

2005
- Argento ai Campionati italiani juniores e promesse, (Grosseto), 5000 m - 14'29"30[37]
- 4º ai Campionati italiani juniores e promesse, (Grosseto), 1500 m - 3'54"27[38]

2006
- 7º ai Campionati italiani di corsa campestre, (Lanciano), 12 km - 36'14 (cross lungo - assoluti)[39]
- Oro ai Campionati italiani di corsa campestre, (Lanciano), 12 km - 36'14 (cross lungo - promesse)[39]
- Argento ai Campionati italiani allievi-juniores-promesse indoor, (Ancona), 1500 m - 3'49"77[40]
- Argento ai Campionati italiani assoluti, (Torino), 5000 m - 13'51"38[41]
- Oro ai Campionati italiani juniores e promesse, (Rieti), 5000 m - 14'17"08[42]
- Oro ai Campionati italiani juniores e promesse, (Rieti), 1500 m - 3'52"32[43]

2007
- In finale ai Campionati italiani assoluti, (Padova), 5000 m - dnf[44]

2008
- 5º ai Campionati italiani assoluti indoor, (Genova), 3000 m - 8'08"78[45]
- Oro al Campionati italiani assoluti, (Cagliari), 10000 m - 29'52"95[46]
- Argento ai Campionati italiani assoluti, (Cagliari), 5000 m - 14'13"44[47]

2009
- 6º ai Campionati italiani assoluti indoor, (Torino), 3000 m - 8'09"53[48]
- Oro ai Campionati italiani assoluti, (Milano), 5000 m - 14'18"37[49]
- Oro ai Campionati italiani assoluti, (Milano), 10000 m - 29'57"29[50]

2010
- Argento ai Campionati italiani assoluti indoor, (Ancona), 1500 m - 3'46"02[51]
- Argento ai Campionati italiani assoluti indoor, (Ancona), 3000 m - 8'09"81[52]
- Oro ai Campionati italiani assoluti, (Grosseto), 5000 m - 14'12"29[53]

2011
- Bronzo ai Campionati italiani assoluti di corsa campestre, (Varese), 9,400 km - 28'56[54]
- Argento ai Campionati italiani assoluti indoor, (Ancona), 1500 m - 3'44"49[55]
- Oro ai Campionati italiani assoluti, (Torino), 5000 m - 14'02"29[56]

2012
- In finale ai Campionati italiani assoluti di corsa campestre, (Borgo Valsugana), 10 km - dnf[57]
- Oro al Campionato italiano di mezza maratona, (Roma), Mezza maratona - 1:02'15[58]
- Oro ai Campionati italiani assoluti, (Bressanone), 5000 m - 14'01"49[59]

2013
- Oro ai Campionati italiani assoluti, (Milano), 5000 m - 14'11"34[60]

2014
- Argento ai Campionati italiani assoluti di corsa campestre, (Nove-Marostica), 10 km - 30'31[61]

2016
- Argento ai Campionati italiani assoluti di corsa campestre, (Gubbio), 10 km - 30'05[62]

2017
- Argento ai campionati italiani assoluti, 10000 m - 28'51"73

2018
- Oro ai campionati italiani assoluti, 10000 m - 28'36"86

2020
- Bronzo ai campionati italiani assoluti, 10000 m piani - 29'08"69

2022
- 9º ai campionati italiani di maratonina - 1h04'16"

## Altre competizioni internazionali
2003
- Oro nell'Incontro internazionale juniores, ( Nove), 3000 m piani - 8'25"41[6]

2006
- 7º nella Super League della Coppa Europa, ( Malaga), 5000 m piani - 14'31"76[63]

2007
- Oro nella First League della Coppa Europa, ( Milano), 3000 m piani - 8'06"40[64]

2008
- 6º nella Super League della Coppa Europa, ( Annecy), 3000 m piani - 8'06"04[17]
- 10º al Giro al Sas ( Trento) - 30'01"

2009
- 7º agli Europei a squadre, ( Leiria), 1500 m piani - 3'44"52[20]
- 7º al Giro al Sas ( Trento) - 29'51"

2010
- 6º agli Europei a squadre, ( Bergen), 3000 m piani - 8'20"39[23]

2011
- 7º agli Europei a squadre, ( Stoccolma), 3000 m piani - 8'05"70[65]
- 4º alla Mezza maratona di Pisa ( Pisa) - 1h05'06"
- 6º alla BOclassic ( Bolzano) - 29'18"
- 8º al Giro podistico internazionale di Castelbuono ( Castelbuono) - 31'00"

2012
- 5º nella Coppa Europa dei 10000 metri, ( Bilbao), 10000 m piani - 28'34"54[28]
- 5º nella Coppa Europa dei 10000 metri, ( Bilbao), a squadre - 1:28'16"34[66]
- 11º alla Roma-Ostia ( Roma) - 1h02'15"
- 11º alla Mezza maratona di Pisa ( Pisa) - 1h08'09"
- 6º alla BOclassic ( Bolzano) - 29'36"

2013
- 4º nella Coppa Europa dei 10000 metri, ( Pravec), 10000 m piani - 28'51"39[29]
- Oro nella Coppa Europa dei 10000 metri, ( Pravec), a squadre - 1:26'32"92[67]
- 7º agli Europei a squadre, ( Gateshead), 5000 m piani - 14'15"51[29]
- 10º alla Roma-Ostia ( Roma) - 1h02'32"
- 13º alla Mezza maratona di Praga ( Praga) - 1h03'03"
- 6º alla Mezza maratona di Pisa ( Pisa) - 1h09'07"

2014
- 7º nella Super league degli Europei a squadre, ( Braunschweig), 3000 m piani - 7'55"75[31]
- 7º alla Mezza maratona di Arezzo ( Arezzo) - 1h04'12"
- 6º alla BOclassic ( Bolzano) - 29'35"

2015
- 6º nella Coppa Europa dei 10000 metri, ( Cagliari), 10000 m piani - 28'42"55[68]
- Oro nella Coppa Europa dei 10000 metri, ( Cagliari), a squadre - 1:27'37"21[69]
- 9º nella Super league degli Europei a squadre, ( Čeboksary), 3000 m piani - 8'39"58[68]
- 12º alla Maratona di Amsterdam ( Amsterdam) - 2h11'11"
- Oro alla Maratona di Treviso ( Treviso) - 2h12'02"
- 9º alla Mezza maratona di Udine ( Udine) - 1h02'39"
- Oro alla Mezza maratona delle due perle ( Santa Margherita Ligure) - 1h03'26"
- 9º al Giro Media Blenio ( Dongio) - 30'12"
- 7º al Giro podistico internazionale di Castelbuono ( Castelbuono) - 32'33"
- 9º alla We Run Rome ( Roma) - 29'28"

2016
- 5º nella Coppa Europa dei 10000 metri, ( Mersin), 10000 m piani - 28'42"25[70]
- Oro nella Coppa Europa dei 10000 metri, ( Mersin), a squadre - 1:25'41"01[70]
- 4º alla Giulietta&Romeo Half Marathon ( Verona) - 1h04'09"
- 4º alla We Run Rome ( Roma) - 29'18"

2017
- Oro alla Maratona di Treviso ( Treviso) - 2h12'26"
- 6º alla Kolkata 25 km ( Calcutta), 25 km - 1h15'50"
- 7º alla Mezza maratona di Arezzo ( Arezzo) - 1h03'20"
- Bronzo alla We Run Rome ( Roma) - 29'23"
- Argento alla Carrera Carabineros ( Santiago del Cile) - 30'09"

2018
- Oro in Coppa Europa di maratona ( Berlino), maratona - 6h40'48"
- 7º alla Maratona di Siviglia ( Siviglia) - 2h11'08"
- 12º alla Mezza maratona di Praga ( Praga) - 1h02'57"
- 5º alla Mezza maratona di Napoli ( Napoli) - 1h04'25"
- 10º alla Mezza maratona di Arezzo ( Arezzo) - 1h04'52"
- 4º alla Great Manchester Run ( Manchester) - 29'27"
- 7º al Giro al Sas ( Trento) - 29'47"
- Argento alla Oderzo Città Archeologica ( Oderzo) - 29'07"
- Bronzo alla We Run Rome ( Roma) - 29'19"

2019
- 22º alla Maratona di Berlino ( Berlino) - 2h13'48"
- 7º alla Milano Marathon ( Milano) - 2h14'16"
- 8º alla Mezza maratona di Napoli ( Napoli) - 1h03'56"
- 6º alla Mezza maratona di Tallinn ( Tallinn) - 1h04'56"
- 6º alla Mezza maratona di Arezzo ( Arezzo) - 1h06'41"
- 4º alla Mezza maratona di Trieste ( Trieste) - 1h07'56"
- 5º alla We Run Rome ( Roma) - 30'10"